# A Bachelor's Baby; or, A General Misunderstanding
A Bachelor's Baby; or, A General Misunderstanding è un cortometraggio muto del 1908. Il nome del regista non viene riportato nei credit del film.

## Produzione
Il film fu prodotto dalla Vitagraph Company of America.

## Distribuzione
Distribuito dalla Vitagraph Company of America, il film - un cortometraggio di 131 metri - uscì nelle sale cinematografiche statunitensi il 20 giugno 1908.